# Díptero (arquitectura)

Plano de un templo de formato díptero.

El díptero (en griego antiguo: δίπτερος, romanizado: dípteros en latín: diptĕros, doble ala) hace referencia a un tipo de templo griego que está rodeado por los cuatro costados por dos hileras de columnas. La duplicación de la posición de la columna opuesta a los perípteros dio como resultado una zona frontal y trasera con al menos ocho columnas; aunque podían insertar filas adicionales de columnas en las mismas. Una variante del díptero es el pseudodíptero, en los que se omite la posición del pilar interior.
La forma del templo se desarrolló hacia el año 1050 a. C.: una estructura de madera con columnas que rodeaban una sala central. Es posible que esta estructura imitara a los témenos, con columnas que simbolizaban árboles.Al principio, los templos se construían con madera y ladrillos de arcilla; el geógrafo griego Pausanias, en su descripción de Olimpia, menciona una columna de roble en el templo de Hera (principios del siglo VI a. C.). Más tarde, la piedra caliza y el mármol se utilizaron para construir templos.
El formato del díptero se extendió particularmente por Jonia, en Asia Menor, siendo algunos ejemplos destacados del mismo:
- El santuario del Hereo de Samos, construido por el arquitecto Reco; dedicado a la diosa Hera y ubicado al sur de la isla de Samos.[6][7]

- El templo de Zeus Olímpico en Atenas.[1]
- El templo de Artemisa en Éfeso.[8]
- El templo de Apolo en Dídima.[9]